# Conolophia melanothrix
Conolophia melanothrix là một loài bướm đêm trong họ Geometridae.